# کمروف ۲۱۴۰
سیارک ۲۱۴۰ (به انگلیسی: 2140 Kemerovo، نامگذاری:1970PE) دو هزار و صد و چهلمین سیارک کشف شده‌است که در ۳ اوت ۱۹۷۰ کشف شد. این سیارک به نام استان کمروف روسیه نامگذاری شده‌است و حاصل تلاش تامارا سمیرونوا ستاره‌شناسی اهل شوروی و روسیه بوده‌است.
قدر مطلق سیارک برابر ۱۰٫۹۰ است.